# Bryocamptus newyorkensis
Bryocamptus newyorkensis är en kräftdjursart som först beskrevs av Claude Chappuis 1927.  Bryocamptus newyorkensis ingår i släktet Bryocamptus och familjen Canthocamptidae. Inga underarter finns listade i Catalogue of Life.